# Keystone (Virgínia Ocidental)
Keystone é uma cidade localizada no estado norte-americano de Virgínia Ocidental, no Condado de McDowell.

## Demografia
Segundo o censo norte-americano de 2000, a sua população era de 453 habitantes.
Em 2006, foi estimada uma população de 389, um decréscimo de 64 (-14.1%).

## Geografia
De acordo com o United States Census Bureau tem uma área de
0,8 km², dos quais 0,8 km² cobertos por terra e 0,0 km² cobertos por água. Keystone localiza-se a aproximadamente 629 m acima do nível do mar.

## Localidades na vizinhança
O diagrama seguinte representa as localidades num raio de 12 km ao redor de Keystone.